# نسبة النظائر

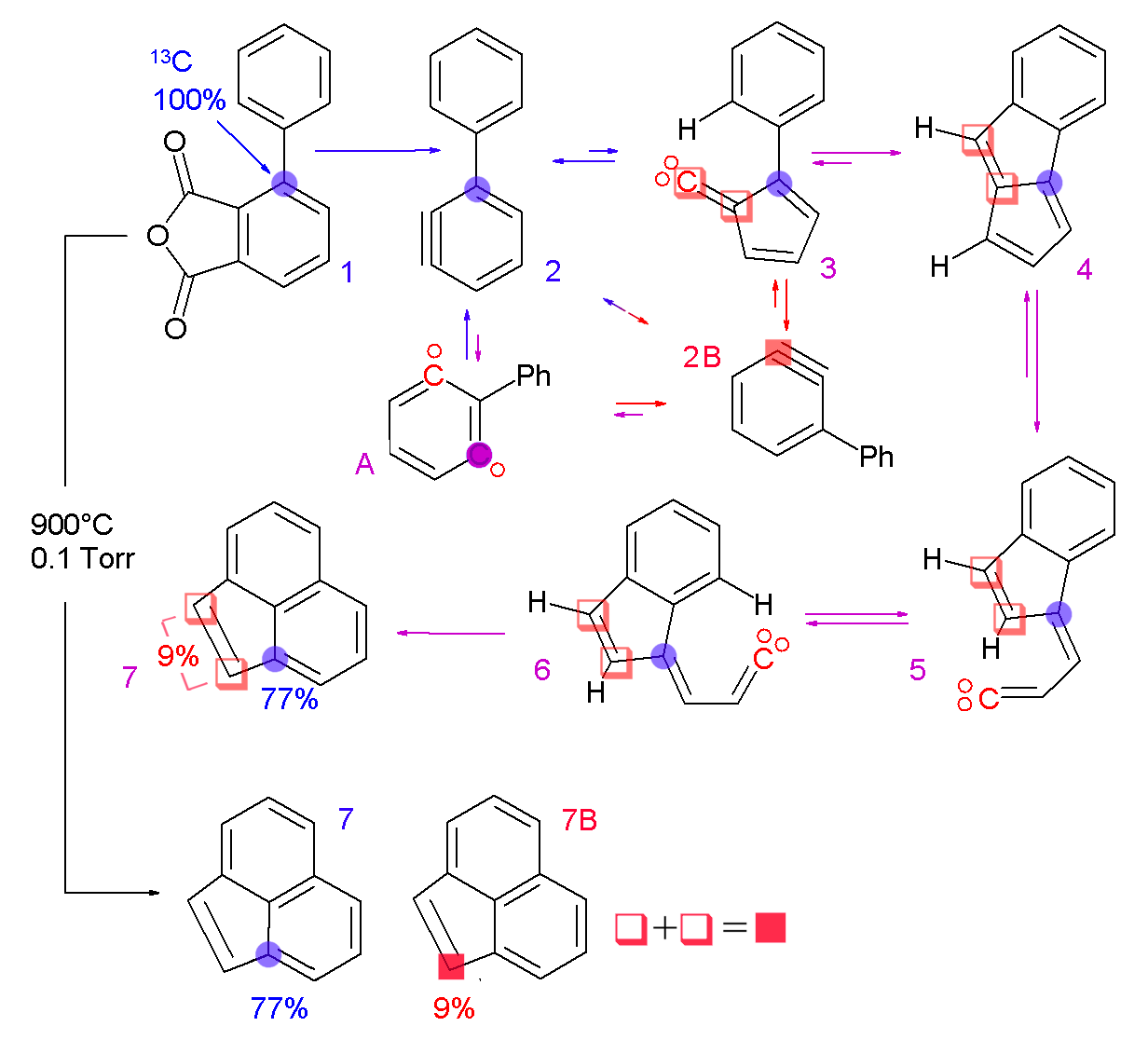

نسبة النظائر (أو السمة النظائرية) عبارة عن مقدار التوزع النسبي للنظائر في عينة ما، سواء كانت هذه النظائر مستقرة أو نظير مشع مستقر، أو نظير مشع غير مستقر. تقاس نسبة النظائر باستخدام مطيافية كتلة نسبة النظائر وذلك في مجال تحليل النظائر.
على سبيل المثال، فإن اليورانيوم الطبيعي لديه نسبة نظائر مقدارها 99.3% لليورانيوم-238 238U إلى 0.7% لليورانيوم-235 235U. من أجل استخدام اليورانيوم كوقود نووي يجب رفع نسبة النظير يورانيوم-235 إلى حوالي 3-5%، ويتم ذلك بعملية تخصيب اليورانيوم.

## التطبيقات
يستخدم مفهوم نسبة النظائر في علم التقويم الجيولوجي من أجل تحديد عمر الصهور والعينات الجيولوجية. يستخدم من أجل ذلك تقنيات تأريخ بوتاسيوم-أرغون وتأريخ يورانيوم-رصاص. في مجال علم الآثار يلعب التأريخ بالكربون المشع دوراً مهماً من أجل تحديد عمر العينات العضوية.
كما تفيد معرفة نسبة نظائر العناصر المختلفة في معرفة عمر الأجرام السماوية. كما وجد أن لكل جرم سماوي نسبة مميزة من نظائر الأكسجين، وأن نسبة نظائر الأكسجين في القمر مشابهة لهذه النسبة في الأرض. هذا الأمر وجد أيضاً بالنسبة للتيتانيوم، حيث وجد أن نسبة نظائر التيتانيوم 50Ti/47Ti في القمر قريبة من قيمتها في الأرض.
من التطبيقات الأخرى لمعرفة نسبة النظائر تحديد أصل العينات وأماكن توفرها. على سبيل المثال، يمكن التمييز بين المواقع الجغرافية لخامات الرصاص من معرفة نسبة نظير الرصاص-208 208Pb إلى الرصاص-206 206Pb. كما يمكن معرفة أصل النباتات والمنتجات الحيوانية من معرفة نسبة نظائر العناصر المتوفرة في المواد العضوية كالكربون والهيدروجين والأكسجين والنتروجين.